# Chiesa di Santa Maria Assunta (Polinago)
La chiesa di Santa Maria Assunta, nota anche come chiesa della Beata Vergine Assunta, è la parrocchiale di Polinago, in provincia di Modena ed arcidiocesi di Modena-Nonantola; fa parte del vicariato di Pavullo nel Frignano.

## Storia
La prima citazione della pieve di Polinago, che era stata costruita probabilmente nel XII secolo, risale al 1305; allora, le sue filiali erano le chiese di Mocogno, Cinghianello, Casale e Cadignano.
L'attuale parrocchiale venne edificata all'inizio del XVI secolo e modificata nel Seicento. Il 14 luglio 1811 un terremoto danneggiò sia la chiesa che il campanile, i quali subirono, pertanto, un restauro.
Nel XIX secolo l'edificio venne ristrutturato ed ampliato su iniziativa del parroco don Casolari; nel 1891 fu eretto il nuovo campanile. Nel 1957 venne rifatto il tetto della navata centrale e, nel 1975, fu restaurato il vecchio campaniletto. 